# Cambiamo!
Cambiamo! (přeložitelné jako „Změnu!“ nebo „Změňme!“; zkratka C!) je italská středopravicová politická strana. Založil ji v srpnu 2019 Giovanni Toti, do té doby prominentní člen strany Forza Italia Silvia Berlusconiho. Cambiamo! má zastoupení v obou komorách italského parlamentu a v současnosti je začleněno do širší formace Itálie ve středu.

## Historie

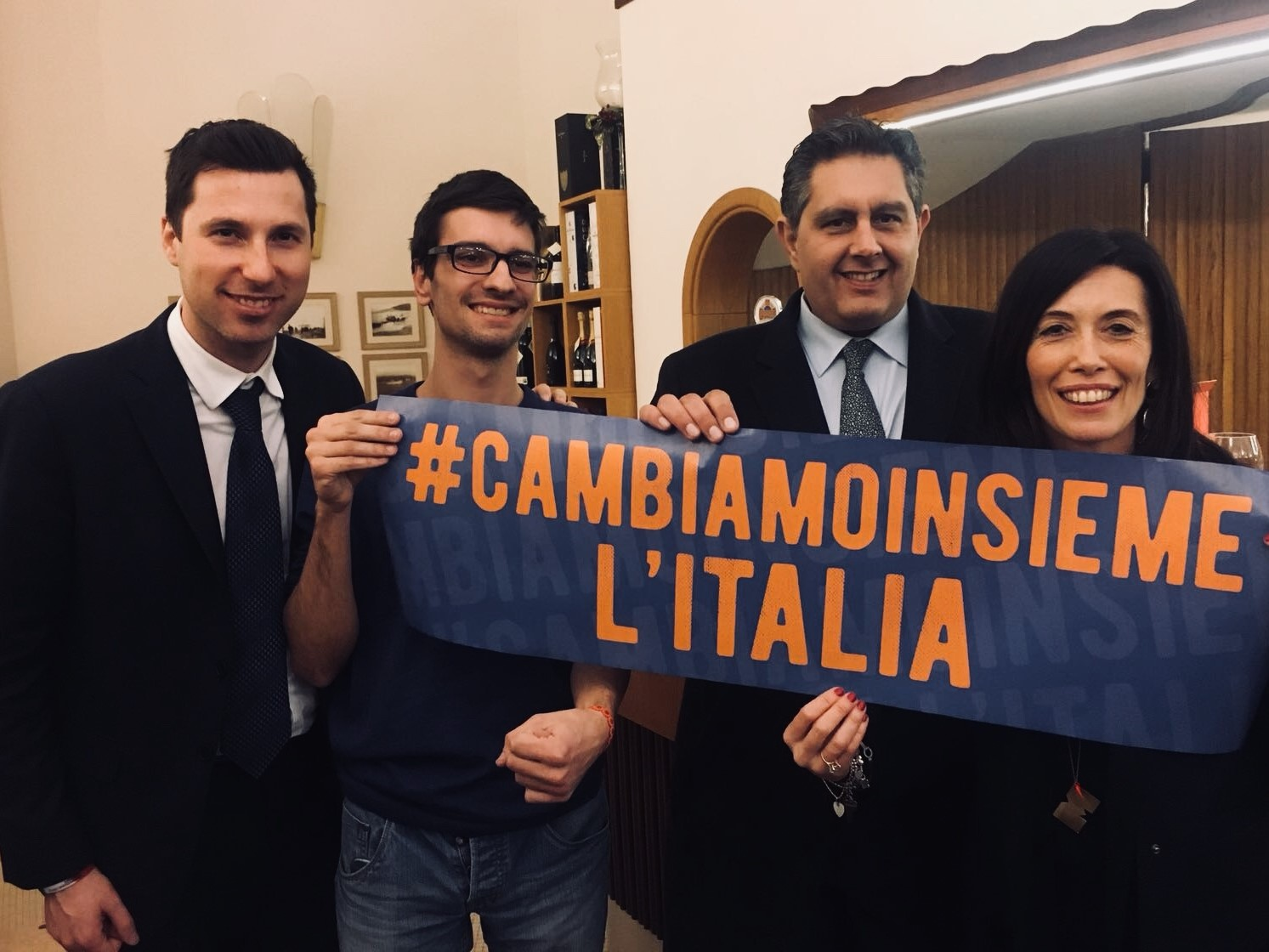
Giovanni Toti s podporovateli

Po neúspěchu strany Forza Italia (FI) v eurovolbách v květnu 2019 pověřil její lídr Silvio Berlusconi Maru Carfagnu a guvernéra Ligurie Giovanniho Totiho reorganizací strany. Ten ale stranu po pár týdnech opustil v návaznosti na Berlusconiho odmítnutí uspořádat otevřené primárky; v srpnu oficiálně založil Cambiamo!. Své rozhodnutí Toti zdůvodnil neexistencí vnitřní demokracie v Berlusconiho straně a nejasností ve vztahu s Ligou a Bratry Itálie, jejž Toti rozhodně podporoval.
Do nové strany vstoupili čtyři poslanci, čtyři senátoři a několik regionálních zastupitelů z Lombardie a Lazia; Cambiamo! následně utvořilo podskupinu v rámci Smíšené skupiny v italském parlamentu. 
V září 2020 Toti obhájil funkci guvernéra Ligurie, když ho jako kandidáta Středopravicové koalice podpořilo 56 procent voličů. Cambiamo! se stalo nejsilnější stranou v regionu s bezmála 23 procenty hlasů.
Koncem roku 2020 se strana přiklonila k umírněnému konzervatismu v porovnání s FI. Na začátku roku 2021 se stala silným podporovatelem nové vlády Maria Draghiho. Zároveň začala úspěšně agitovat mezi centristickým křídlem FI, takže v únoru již měla v Poslanecké sněmovně deset zástupců.
V květnu se Cambiamo! stalo zakládající stranou formace Coraggio Italia, která kromě něj zahrnuje nezávislé přeběhlíky zejména od Berlusconiho a marginální stranu Identita a akce. Toti se stal společně se starostou Benátek Luigim Brugnarem hlavním lídrem nového uskupení.
Na začátku roku 2022 Toti začal podporovat alianci se středovou stranou Italia Viva Mattea Renziho a celkovou centristickou orientaci. To se setkalo s nesouhlasem Luigiho Brugnara a zavdalo k otevřeným sporům hlavně s Ligou severu.

## Volební výsledky

### Regionální parlamenty
| Region         | Rok  | Hlasy        | %          | Mandáty | ±  |
| -------------- | ---- | ------------ | ---------- | ------- | -- |
| Ligurie        | 2020 | 141 552 (1.) | 22.6       | 9/31    | ▲8 |
| Emilia-Romagna | 2020 | 6 341 (16.)  | 0.3        | 0/50    | –  |
| Toskánsko      | 2020 | 16 830 (11.) | 1.0        | 0/41    | –  |
| Kalábrie       | 2021 | V rámci CI   | V rámci CI | 1/31    | ▲1 |